# 당나귀 공주 (영화)
《당나귀 공주》(프랑스어: Peau d'Âne, 영어: Donkey Skin)는 1970년 개봉한 프랑스의 뮤지컬 영화이다. 자크 드미가 감독과 공동각본을 맡았으며, 샤를 페로의 소설 당나귀 가죽 이 영화의 원작이다.

## 출연

### 주연
- 카트린 드뇌브 : 공주 역
- 장 마라이 : 왕 역
- 자크 페랭 : 왕자 역
- 미셸린 프레슬 : 레인 루즈 역

### 조연
- 델핀 세리그 : 요정 역
- 페르낭 르두 : 로이 루즈 역
- 헨리 크레미스 의사 역
- 사샤 피토에프 : 성직자 역
- 피에르 렙 : 티바우드 역
- 진 세바이스 : 내레이터 역 (목소리)

### 단역
- 로메인 부테일 : 돌팔이 의사 역
- 루이즈 슈발리에 : 라 비엘리 페미에르 역
- 미첼 델라헤이 : 르 세컨드 미네스트르 역
- 가브리엘 자부 : 르 쉐프 데스 타이외르 역
- 버나드 무슨 : 르 휴이시에르 역
- 파트릭 프레장 : 알라드 역
- 애니 사바린
- 폴 보니파스
- 마르틴 르클레르
- 안드리 타인시
- 미셀 르그랑
- 자크 드미
- 도로시 브랭크
- 미리암 보이어
- 콜루슈
- 이브 피그놋
- 루퍼스
- 조지스 에이덧 : 학자 역